# Erzbistum San Juan de Cuyo

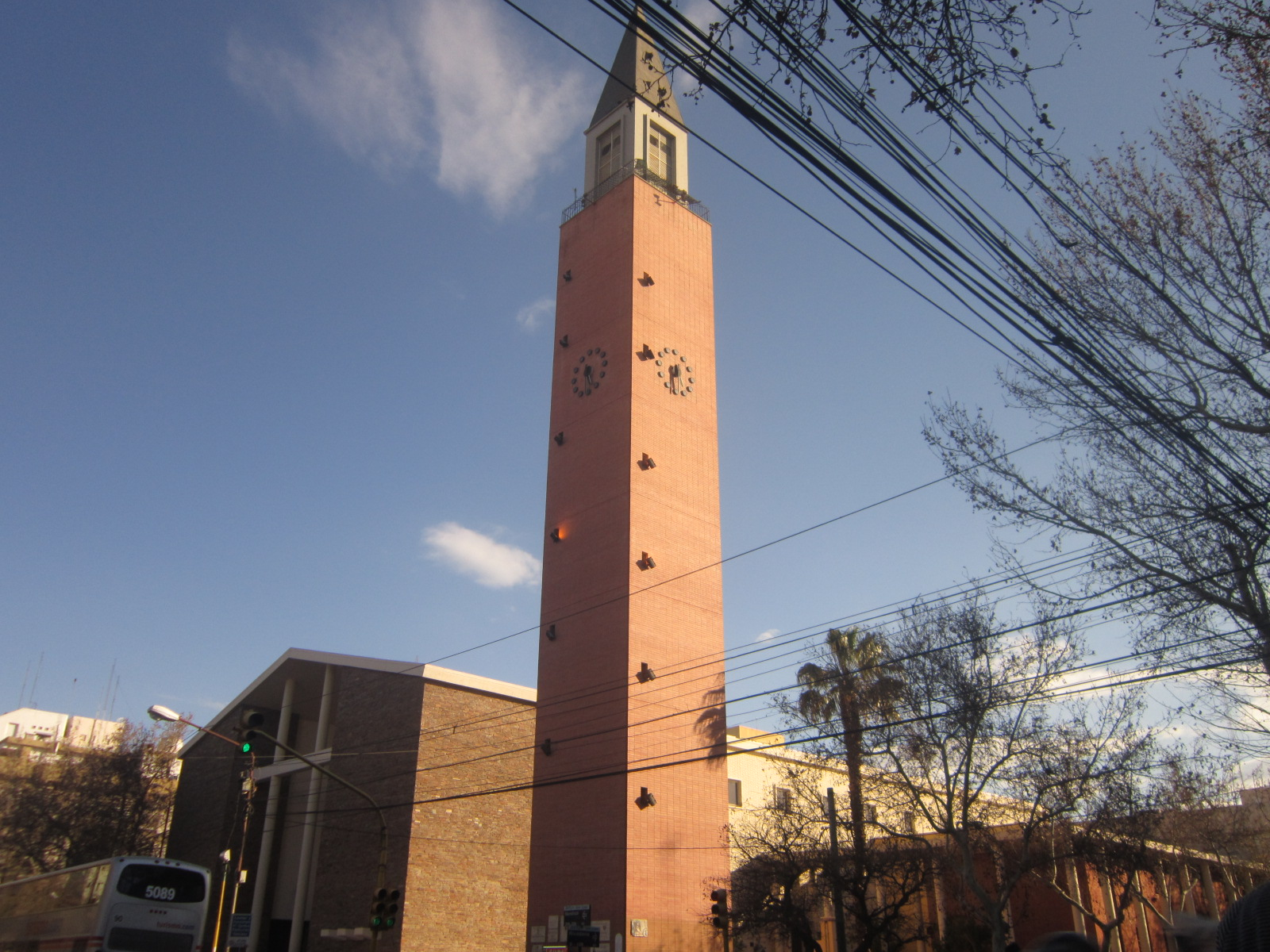
Kathedrale San Juan Bautista

Das Erzbistum San Juan de Cuyo (lat.: Archidioecesis Sancti Ioannis de Cuyo, span.: Arquidiócesis de San Juan de Cuyo) ist eine in Argentinien gelegene römisch-katholische Erzdiözese mit Sitz in San Juan.

## Geschichte
Das Erzbistum San Juan de Cuyo wurde 1826 durch Papst Leo XII. aus Gebietsabtretungen des Bistums Córdoba als Apostolisches Vikariat San Juan de Cuyo errichtet. Am 19. September 1834 wurde das Apostolische Vikariat San Juan de Cuyo durch Papst Gregor XVI. mit der Päpstlichen Bulle Ineffabili Dei Providentia zum Bistum erhoben. Am 20. April 1934 gab das Bistum San Juan de Cuyo Teile seines Territoriums zur Gründung der Bistümer Mendoza und San Luis ab.
Am 20. April 1934 wurde das Bistum San Juan de Cuyo durch Papst Pius XI. mit der Päpstlichen Bulle Nobilis Argentinae Nationis zum Erzbistum erhoben.

## Ordinarien von San Juan de Cuyo

### Apostolische Vikare
- Justo Santa María de Oro y Albarracín OP, 1828–1834

### Bischöfe
- Justo Santa María de Oro y Albarracín OP, 1834–1836
- José Manuel Eufrasio de Quiroga Sarmiento, 1837–1852
- Nicolás Aldazor OFM, 1858–1866
- Venceslao Javier José Achával y Medina OFM, 1867–1898
- Marcellino Benavente OP, 1899–1910
- José Américo Orzali, 1911–1934

### Erzbischöfe
- José Américo Orzali, 1934–1939
- Audino Rodríguez y Olmos, 1939–1965
- Ildefonso Maria Sansierra Robla OFMCap, 1966–1980
- Ítalo Severino Di Stéfano, 1980–2000
- Alfonso Delgado Evers, 2000–2017
- Jorge Eduardo Lozano, seit 2017